# Plaatsigheid
De plaatsigheid of ariteit van een relatie of een functie is het aantal argumenten of operanden van die relatie of functie.  De plaatsigheid of ariteit wordt voornamelijk gebruikt met betrekking tot wiskundige operaties. De afbeelding:
{\displaystyle f:A_{1}\times A_{2}\times \ldots \times A_{k}\to B}
met {\displaystyle k} argumenten heeft ariteit {\displaystyle k}.
Zij {\displaystyle S} een verzameling en {\displaystyle f:S^{n}\to S} een operatie op {\displaystyle S}, dan is {\displaystyle n} de plaatsigheid van {\displaystyle f}. Ariteiten groter dan 2 komen zelden voor bij relaties, behalve in specialistische gebieden, maar wel vaak bij functies en bij het programmeren van een computer. Het is daarbij gebruikelijk om subprogramma's of functions te schrijven met drie of meer parameters.
De plaatsigheid wordt ook in de propositielogica gebruikt bij de specificatie van een formele taal en bepaalt dan het aantal argumenten, die in een propositie of bewering moeten worden geëvalueerd.

## Voorbeelden
1. De constante functie {\displaystyle f\equiv 4\pi } heeft ariteit 0, ook nulair of 0-plaatsig genoemd.
2. De functie {\displaystyle g(x)=\sin(2x)} heeft ariteit 1, ook unair of 1-plaatsig genoemd.
3. De functie {\displaystyle h(x,y)=x^{2}+2xy-\cos(xy)} heeft ariteit 2, ook binair of 2-plaatsig genoemd.
4. De relatie {\displaystyle R(x,y,z)} gedefinieerd als: "Lijn {\displaystyle y} verbindt de punten {\displaystyle x} en {\displaystyle z}" is een relatie met ariteit 3.
5. De klassieke rekenkundige bewerkingen zoals optelling hebben ariteit 2. De tekens + en - worden ook gebruikt om het teken van een getal te veranderen, en om expliciet een positief teken te geven, en in dat geval is de ariteit 1.